# Sobrenatural de Almeida
O Sobrenatural de Almeida é um personagem de Nelson Rodrigues.  Ele é um fantasma, que seria responsável por tudo de ruim que acontecesse contra o Fluminense Football Club, time do coração do cronista.  Dava azar; aparecia nas fases ruins quando tudo conspirava contra o Fluminense. Não confundir com o Gravatinha,  outro fantasma, também personagem de Nelson Rodrigues. Este quando aparecia no Estádio era  prenúncio de vitória do Fluminense.   